# ドロシー・チャンドラー・パビリオン
ドロシー・チャンドラー・パビリオン（Dorothy Chandler Pavilion）は、ロサンゼルスの総合芸術施設「ロサンゼルス・ミュージックセンター」内にある歌劇場。ロサンゼルス・オペラの本拠地としても知られている。

## 概要
こけら落とし公演は、1964年12月6日、指揮：ズービン・メータ、管弦楽：ロサンジェルス・フィルハーモニックにより行われた。
劇場内には4層構造、3,197の座席があり、かつてはアカデミー賞の授賞式が行われていた。